# Atenizus taunayi
Atenizus taunayi là một loài bọ cánh cứng trong họ Cerambycidae.